# De marteling van de heilige Sebastiaan
De marteling van de heilige Sebastiaan is een schilderij van de in Seligenstadt geboren Duits-Belgische kunstschilder Hans Memling, geschilderd omstreeks 1475, 67,4 x 67,7 centimeter groot, olieverf op een paneel van eikenhout. Het toont Sint Sebastiaan, die gemarteld wordt door boogschutters op last van keizer Diocletianus. Het schilderij bevindt zich tegenwoordig in de Koninklijke Musea voor Schone Kunsten van België, dat het aankocht in 1884.

## Context
Hans Memling werd in het keurvorstendom Mainz geboren, maar verhuisde omstreeks 1455-1460 naar de Zuidelijke Nederlanden, waar hij waarschijnlijk opgeleid werd in het atelier van de kunstschilder Rogier van der Weyden. Hij werd sterk door deze en andere Vlaamse kunstschilders beïnvloedt, waaronder Jan van Eyck, Dieric Bouts en Hugo van der Goes.
Hans Memling was een van de eerste schilders die door middel van een ver weg gelegen landschap in de achtergrond veel diepte in zijn schilderijen creëerde. In een aantal van zijn werken plaatste hij legendarische personages in realistische landschappen, waaronder dit werk.